# Anette Nicklasson
Anette Nicklasson (* 11. November 1955 in Stockholm) ist eine ehemalige schwedische Fußballspielerin. Mit der Nationalmannschaft erreichte sie zweimal das Finale einer Europameisterschaft und gewann bei der Premiere 1984 den Titel.

## Karriere

### Vereine
Nicklasson spielte im Seniorinnenbereich ausschließlich für den im Göteborger Vorort Mölndal ansässigen Jitex BK Fußball und gewann mit der Mannschaft viermal die Meisterschaft und dreimal den nationalen Vereinspokal. 

### Nationalmannschaft
Nicklasson bestritt als Nationalspielerin für den SvFF in einem Zeitraum von elf Jahren (außer 1979, 1980 und 1986) 37 Länderspiele. Ihre ersten beiden bestritt sie im Jahr 1977 bei ihrer ersten von vier Teilnahmen am Turnier um die Nordische Meisterschaft. Ihr Debüt erfolgte mit dem ersten Spiel am 8. Juli 1977 beim 4:0-Sieg über die Nationalmannschaft Finnlands; das zweite Spiel wurde tags darauf an selber Spielstätte mit 1:0 gegen die Nationalmannschaft Dänemarks gewonnen und somit auch das Turnier – zum ersten Mal. 
Im Spieljahr 1978 kam sie ebenfalls in allen drei Turnierspielen um die Nordische Meisterschaft zum Einsatz und bestritt darüber hinaus auch ihr erstes in Freundschaft ausgetragenes Länderspiel. Das am 21. Oktober in Gossau gegen die Schweizer Nationalmannschaft ausgetragene Kräftemessen endete mit einem 7:1-Sieg. Im Spieljahr 1981 bestritt sie erneut alle drei Spiele im Turnier um die Nordische Meisterschaft sowie davor und danach jeweils ein Feundschaftsländerpiel (6:1 vs. Frankreich am 23. Mai in Montauban, 7:0 vs. Niederlande am 26. September in Borås).
Das Spieljahr 1982 begann für sie mit zwei im Mai ausgetragenen Freundschaftsspielen, wurde mit drei Turnierspielen um die Nordische Meisterschaft fortgesetzt und mit (den ersten) drei Spielen der EM-Qualifikationsgruppe 1 abgeschlossen. Mit dem vierten und fünften EM-Qualifikationsspiel und zwei Freundschaftsspielen kam sie im Spieljahr 1983 zu vier Länderspieleinsätzen. Als Gruppensieger mit ihrer Mannschaft aus der Qualifikation hervorgegangen, kam sie bei der Premiere der Europameisterschaft 1984 in den beiden Halbfinalspielen der Finalrunde gegen die Nationalmannschaft Italiens zum Einsatz und hatte am späteren Titelgewinn somit beigetragen. Zwei Freundschaftsländerspiele schlossen sich an und beendeten ihr Spieljahr. Im Spieljahr 1985 wurde sie einzig in den beiden ersten Spielen der EM-Qualifikationsgruppe 3 berücksichtigt, bevor sie erst im Spieljahr 1987 ihre letzten acht Länderspiele bestritt, jeweils zwei in Freundschaft und in der Finalrunde der EM 1987, mit der 1:2-Finalniederlage gegen die Nationalmannschaft Norwegens. Den Abschluss ihrer Länderspielkarriere krönte sie mit ihrer Mannschaft noch einmal mit einem Turniersieg.
Sie nahm mit ihrer Mannschaft am Turnier um den Nordamerika-Pokal in Blaine im Bundesstaat Minnesota teil und kam am 5., 7., 9. und 11. Juli in allen vier Turnierspielen zum Einsatz (2:0 vs. Kanada, 6:0 vs. China – vertreten durch eine Auswahlmannschaft aus Changchun, 2:1 vs. USA, 5:1 vs. USA U19 – zugleich Finale).

## Erfolge
Nationalmannschaft
- Europameister 1984
- Finalist Europameisterschaft 1987
- Turniersieger Nordamerika-Pokal 1987
- Sieger Nordische Meisterschaft 1977, 1978, 1981

Jitex BK
- Schwedischer Meister 1976, 1979, 1981, 1984
- Schwedischer Pokal-Sieger 1981, 1982, 1984